# 亞洲摩天大樓列表
亞洲摩天大樓列表列出坐落於亞洲且建築高度超過230公尺（1,083英尺）的摩天大樓，目前亞洲最高建築是828米（2,717英尺）的哈里發塔，2010年1月4日落成。
目前世界上前50高的摩天大樓大多數位於亞洲，這是繼1800年到1980年代北美後，另一波新的建築高度熱潮。最多摩天大樓的地區，包含中國大陸、阿聯酋、日本、韓國、新加坡、馬來西亞、印度、菲律宾、台灣、泰国、印尼等地。阿聯酋的杜拜近期發展迅速，是目前擁有最多摩天大樓的亞洲城市，多數近期興建中的摩天大樓逐漸完工，目前深圳擁有超越185座200公尺（656英尺）高的摩天大樓，超越杜拜的130座，其次香港为102座。

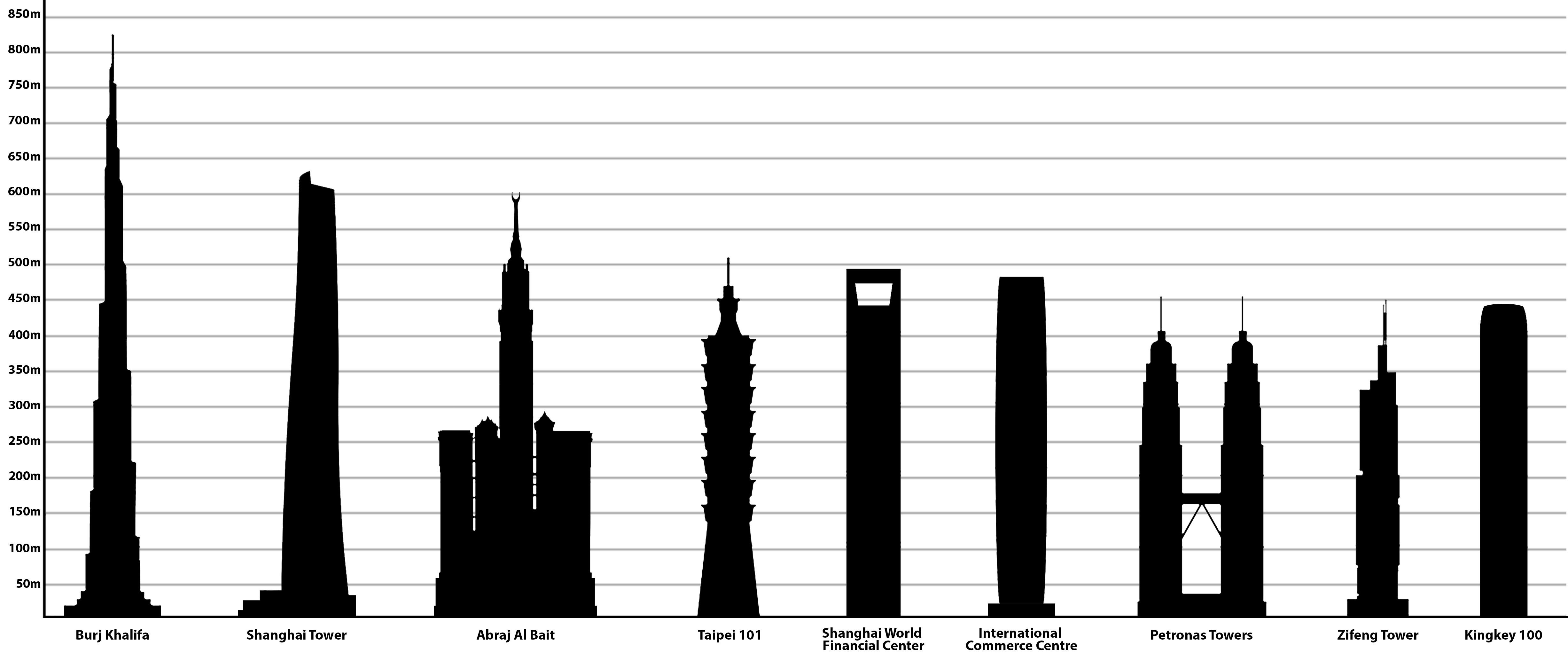
亞洲各摩天大樓的高度比較圖

## 按建筑高度的摩天大楼排名
本列表對亞洲所有超過300公尺（994英尺）高完工或已封頂建築，依照標準高度測量方法進行排名。尖頂或建築主體算在其中，但並不包括天線高度。排名相等的表明有兩棟或以上建築高度相同。